# Ja’ad (moszaw)
Ja’ad (hebr. יעד; ang. Ya'ad) – moszaw położony w Samorządzie Regionu Misgaw, w Dystrykcie Północnym, w Izraelu.

## Położenie
Moszaw Ja’ad jest położony na wysokości 253 metrów n.p.m. w północno-zachodniej części Dolnej Galilei. Leży na zachodnich zboczach wzgórz, które zamykają od zachodu Dolinę Sachnin. Okoliczny teren opada w kierunku zachodnim do wzgórz Zachodniej Galilei i dalej do równiny przybrzeżnej Izraela. Na wschód od moszaw teren opada do wadi strumienia Avid. Po stronie zachodniej są źródła strumieni Nelel i Aszlil, a na południu strumienia Segew. Okoliczne wzgórza porasta kompleks leśny Segew. W otoczeniu moszawu Ja’ad znajdują się miasta Karmiel, Sachnin i Tamra, miejscowości Sza’ab i Kabul, kibuc Jasur, moszaw Achihud, oraz wioski komunalne Curit, Szoraszim, Juwalim, Segew, Szechanija i Manof. Na północnym zachodzie jest położona strefa przemysłowa Bar-Lev, a na południowym wschodzie strefa przemysłowa Sachnin.

### Podział administracyjny
Ja’ad jest położony w Samorządzie Regionu Misgaw, w Poddystrykcie Akka, w Dystrykcie Północnym Izraela.

## Demografia
Stałymi mieszkańcami moszawu są wyłącznie Żydzi. Tutejsza populacja jest świecka:

Źródło danych: Central Bureau of Statistics.

## Historia
Pierwotnie w miejscu tym znajdowała się arabska wioska Mi’ar. Podczas arabskiego powstania w Palestynie (1936–1939) mieszkańcy Mi’ar wzięli udział w walkach przeciwko brytyjskim władzom Mandatu Palestyny. W ramach akcji odwetowej, w październiku 1938 roku brytyjskie oddziały prawie całkowicie zniszczyły wioskę. Przyjęta 29 listopada 1947 roku Rezolucja Zgromadzenia Ogólnego ONZ nr 181 przyznała te tereny państwu arabskiemu. Podczas wojny domowej w Mandacie Palestyny w 1948 roku w tym rejonie działały siły Arabskiej Armii Wyzwoleńczej, które paraliżowały żydowską komunikację w całej Galilei. W ramach akcji odwetowej, podczas I wojny izraelsko-arabskiej w dniu 20 czerwca 1948 roku izraelscy żołnierze wkroczyli do wioski Mi’ar, strzelając do wszystkich wieśniaków. Zabili w ten sposób 40 osób, a następnie zniszczyli prawie wszystkie domy. Wypędzeni wówczas mieszkańcy powrócili jednak do swojej wioski. Następnie, w lipcu 1948 roku Izraelczycy przeprowadzili operację „Dekel”, w trakcie której w dniu 15 lipca zajęli wioskę Mi’ar. Wysiedlono wówczas jej mieszkańców, a domy wyburzono.
Współczesny moszaw został założony w 1974 roku przez grupę absolwentów informatyki z uczelni Technion w Hajfie. Początkowo osada była położona na obrzeżu równiny przybrzeżnej, w pobliżu kibucu Jasur. W 1979 roku moszaw przeniósł się do dzisiejszej lokalizacji. Powstał w ramach rządowego projektu Perspektywy Galilei, którego celem było wzmocnienie pozycji demograficznej społeczności żydowskiej na północy kraju. Osada prezentowała unikatowy model połączenia rolnictwa z działalnością przemysłową, biznesową, ale także z nauką i badaniami naukowymi. Był to moszaw szitufi, który w 1991 roku po procesie częściowej prywatyzacji przekształcono w osadę społeczną (jiszuw kehilati). Istnieją plany rozbudowy wioski.

## Edukacja
Moszaw utrzymuje przedszkole. Starsze dzieci są dowożone do szkoły podstawowej w wiosce Gilon.

## Kultura i sport
W moszawie znajduje się ośrodek kultury z biblioteką. Z obiektów sportowych jest boisko do koszykówki.

## Infrastruktura
W moszawie jest sklep wielobranżowy, synagoga oraz warsztat mechaniczny.

## Turystyka
Wokół moszawu rozciąga się duży kompleks leśny Segew, który jest dużą atrakcją turystyczną regionu. Wśród wzgórz wytyczono szlaki turystyczne oraz drogi rowerowe. Przy moszawie jest położony parking z miejscem piknikowym.

## Gospodarka
Gospodarka moszawu opiera się na różnorodnych usługach - firmy informatyczne, elektroniczne, architektoniczne, ale także hodowla kwiatów w szklarniach itp. Większość mieszkańców dojeżdża do pracy w pobliskich strefach przemysłowych.

## Transport
Z moszawu wyjeżdża się na południe na drogę nr 805, którą jadąc na południowy wschód dojeżdża się do wioski Segew, skrzyżowania z drogą nr 784 i miasta Sachnin, lub jadąc na północny zachód dojeżdża się do skrzyżowania z drogą ekspresową nr 70 przy kibucu Jasur.